# Заруг
Заруг (пол. Zaróg) — село в Польщі, у гміні Конецполь Ченстоховського повіту Сілезького воєводства.
Населення — 96 осіб (2011).
У 1975-1998 роках село належало до Ченстоховського воєводства.

## Демографія
Демографічна структура станом на 31 березня 2011 року:
|          | Загалом | Допрацездатний вік | Працездатний вік | Постпрацездатний вік |
| -------- | ------- | ------------------ | ---------------- | -------------------- |
| Чоловіки | 50      | 8                  | 35               | 7                    |
| Жінки    | 46      | 5                  | 25               | 16                   |
| Разом    | 96      | 13                 | 60               | 23                   |